# James Maddison
James Daniel Maddison (* 23. listopadu 1996 Coventry) je anglický profesionální fotbalista, který hraje na pozici ofensivního záložníka v anglickém klubu Tottenham Hotspur FC a v anglickém národním týmu.
Maddison zahájil svou kariéru v Coventry City, v roce 2016 přestoupil do Norwich City. Sezónu 2016/17 strávil na hostování ve skotském klubu Aberdeen. Ve své první sezóně v Norwichi byl Maddison jmenován do Týmu roku PFA a do Jedenáctky sezóny v EFL Championship. V roce 2018 jej odkoupil Leicester City za 20 miliónů euro.
Maddison debutoval v Anglické reprezentaci do 21 let v kvalifikaci na Euro do 21 let 2019 a v roce 2019 byl poprvé povolán do seniorského týmu.

## Klubová kariéra
Maddison se narodil a vyrůstal v Coventry ve West Midlands. Má irské předky prostřednictvím prarodičů.

### Coventry City
Maddison se připojil k akademii Coventry City a v sezóně 2013/14 byl zařazen do prvního týmu. Debutoval v srpnu 2014, když nastoupil jako náhradník v zápase Ligového poháru proti Cardiffu City. Maddison debutoval v lize při domácí prohře 3:1 proti Bristolu City a v základní sestavě se poprvé objevil v následujícím utkání, a to proti Oldham Athletic; v zápase vstřelil svůj první ligový gól, proměněním přímého kopu v prvním poločase však prohře 1:4 nezabránil.

### Norwich City
Maddison 1. února 2016 přestoupil do klubu hrajícího Premier League, do Norwiche City, kde podepsal smlouvu na tři a půl roku. Po zbytek sezóny 2015/16 byl však zapůjčen zpátky do Coventry City.
31. srpna 2016 odešel Maddison na další hostování, tentokrát do skotského klubu Aberdeen FC na první polovinu sezóny 2016/17. Debutoval jako náhradník v zápase proti Inverness Caledonian Thistle, v následujícím zápase proti Dundee skóroval při vítězstvím 3:1. 25. září 2016 vstřelil v závěru zápasu proti Rangers vyrovnávající branku.
Po návratu z hostování v Aberdeenu Maddison debutoval v Norwichi 17. dubna 2017, když nastoupil do druhého poločasu proti Prestonu North End, při vítězství svého týmu vstřelil branku na konečných 3:1. V červnu 2017 podepsal Maddison novou čtyřletou smlouvu. S příchodem nového trenéra Daniela Farkeho se Maddison začal častěji objevovat v základní sestavě týmu a na konci sezóny 2017/18 byl jmenován Nejlepším klubovým hráčem sezóny.

### Leicester City
20. června 2018 podepsal Maddison pětiletou smlouvu s Leicesterem City, který jej odkoupil za nezveřejněnou částku, která se měla pohybovat okolo 20 milionů £. Svůj první gól v Premier League vstřelil 18. srpna při vítězství 2:0 proti Wolverhamptonu Wanderers. V zápasech proti Bournemouthu a Huddersfield Townu navázal na svůj skvělý start svého působení se prosadil ze standardních situací. 29. července 2020 bylo oznámeno, že se dohodl na nové čtyřleté smlouvě s Leicesterem.
27. září 2020 Maddison skóroval při výhře 5:2 proti Manchesteru City, tato branka byla později zvolena jako gól měsíce v Premier League.

## Reprezentační kariéra
Maddison dostal v březnu 2016 svojí první pozvánku do anglického týmu do 21 let, ale kvůli zranění do zápasů nezasáhl. V listopadu 2017 obdržel další pozvánku do týmu, a debutoval v zápase proti Ukrajině v kvalifikaci na Mistrovství Evropy do 21 let 2019. V říjnu 2018 byl poprvé nominován do seniorské reprezentace na zápasy Ligy národů UEFA proti Chorvatsku a Španělsku.
27. května 2019 byl Maddison zařazen do 23členného týmu nominovaného na Mistrovství Evropy do 21 let 2019  a svůj první reprezentační gól vstřelil během remízy 3:3 proti Chorvatskem v San Marinu 24. června 2019.
Maddison odehrál svůj první zápas v reprezentačním áčku 14. listopadu 2019, když vystřídal Alexe Oxlada-Chamberlaina v 56. minutě zápasů proti Černé Hoře v kvalifikaci na Euro 2020.

## Statistiky

### Klubové
K 18. února 2021
| Klub             | Sezóna  | Liga                 | Liga   | Liga | Národní pohár | Národní pohár | Ligový pohár | Ligový pohár | Ostatní | Ostatní | Celkem | Celkem |
| Klub             | Sezóna  | Liga                 | Zápasy | Góly | Zápasy        | Góly          | Zápasy       | Góly         | Zápasy  | Góly    | Zápasy | Góly   |
| ---------------- | ------- | -------------------- | ------ | ---- | ------------- | ------------- | ------------ | ------------ | ------- | ------- | ------ | ------ |
| Coventry City    | 2013/14 | League One           | 0      | 0    | 0             | 0             | 0            | 0            | 0       | 0       | 0      | 0      |
| Coventry City    | 2014/15 | League One           | 12     | 2    | 1             | 0             | 1            | 0            | 4       | 0       | 18     | 2      |
| Coventry City    | 2015/16 | League One           | 23     | 3    | 0             | 0             | 1            | 0            | 0       | 0       | 24     | 3      |
| Coventry City    | Celkem  | Celkem               | 35     | 5    | 1             | 0             | 2            | 0            | 4       | 0       | 42     | 5      |
| Norwich City     | 2016/17 | Championship         | 3      | 1    | 0             | 0             | 1            | 0            | —       | —       | 4      | 1      |
| Norwich City     | 2017/18 | Championship         | 44     | 14   | 2             | 0             | 3            | 1            | —       | —       | 49     | 15     |
| Norwich City     | Celkem  | Celkem               | 47     | 15   | 2             | 0             | 4            | 1            | —       | —       | 53     | 16     |
| Aberdeen (host.) | 2016/17 | Scottish Premiership | 14     | 2    | —             | —             | 3            | 0            | —       | —       | 17     | 2      |
| Leicester City   | 2018/19 | Premier League       | 36     | 7    | 1             | 0             | 1            | 0            | —       | —       | 38     | 7      |
| Leicester City   | 2019/20 | Premier League       | 31     | 6    | 2             | 0             | 5            | 3            | —       | —       | 38     | 9      |
| Leicester City   | 2020/21 | Premier League       | 22     | 7    | 2             | 1             | 1            | 0            | 6       | 2       | 31     | 10     |
| Leicester City   | Celkem  | Celkem               | 89     | 20   | 5             | 1             | 7            | 3            | 6       | 2       | 107    | 26     |
| Celkem           | Celkem  | Celkem               | 185    | 42   | 8             | 1             | 16           | 4            | 10      | 2       | 219    | 49     |

### Reprezentační
K 14. listopadu 2019
| Anglie | Anglie | Anglie |
| Rok    | Zápasy | Góly   |
| ------ | ------ | ------ |
| 2019   | 1      | 0      |
| Celkem | 1      | 0      |

## Ocenění

### Individuální
- EFL Mladý hráč měsíce: Leden 2018[28]
- Tým roku EFL Championship podle PFA: 2017/18[29]
- Hráč sezóny Norwich City: 2017/18
- Jedenáctka sezóny EFL Championship: 2017/18[30]
- Gól měsíce Premier League: Září 2020[31]

### Klubové

#### Tottenham FC
- vítěz Evropská liga UEFA: 2024/25[32]